# Droga wojewódzka nr 676

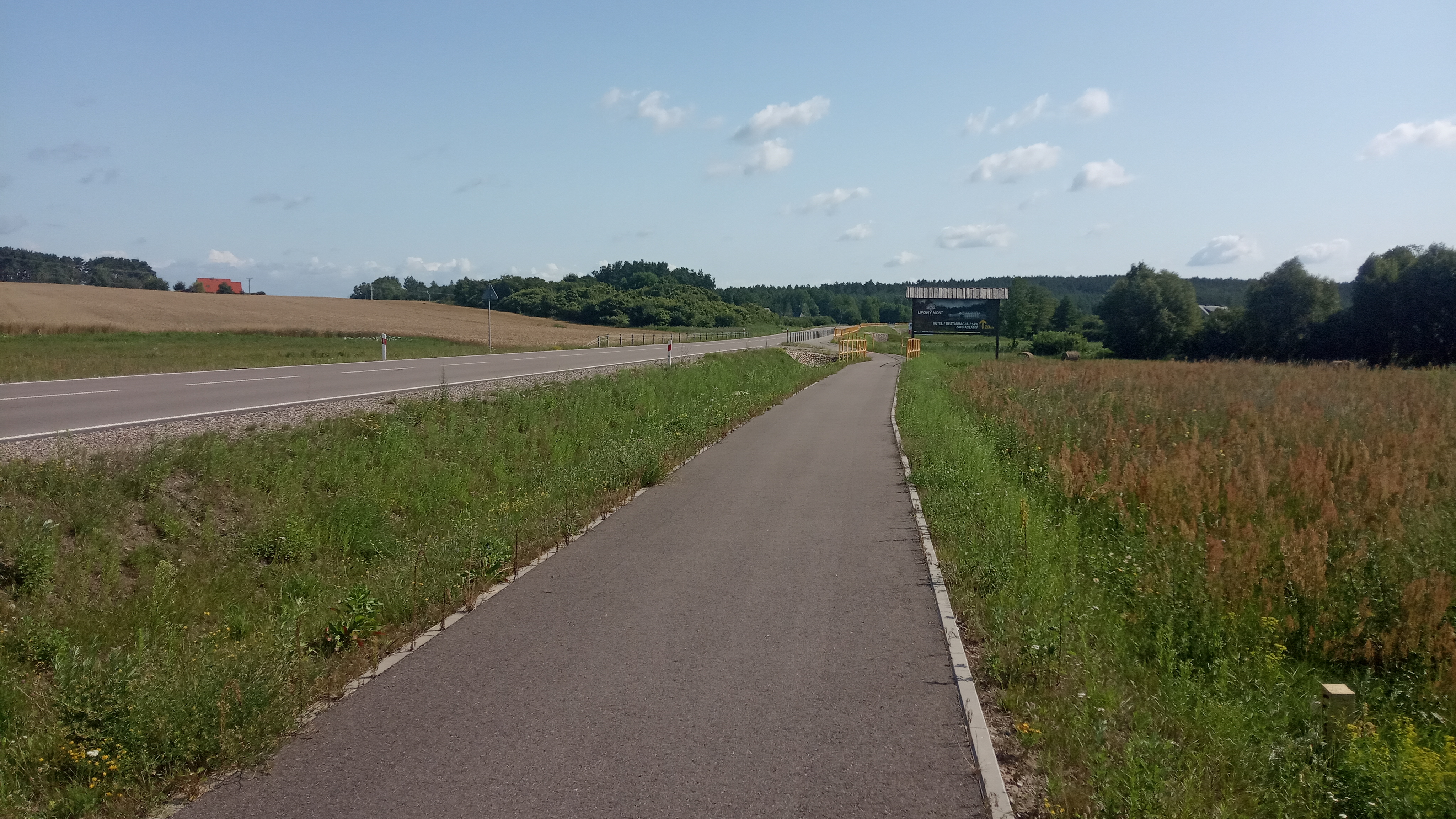
Obwodnica Ogrodniczek jako część DW676, wybudowana w 2017 roku

Droga wojewódzka nr 676 – droga wojewódzka w województwie podlaskim długości 54 km, łącząca granicę polsko-białoruska z Porosłami. Jej zarządcą jest Podlaski Zarząd Dróg Wojewódzkich w Białymstoku.
Droga zaczyna się na placu Jagiellońskim w Krynkach, a następnie biegnie w kierunku zachodnim przez Supraśl oraz centrum Białegostoku, kończąc się na węźle drogowym z drogą krajową nr 8 w Porosłach, na wylocie do Warszawy.
W latach 2017–2018 na części odcinka Supraśl–Białystok o długości 9,75 km droga przeszła rozbudowę, obejmującą m.in.:
- rozbudowę istniejącej drogi do dwóch jezdni po dwa pasy ruchu na odcinku 2,6 km od skrzyżowania w Nowodworcach do Białegostoku,
- poszerzenie jezdni do 7 m na pozostałym odcinku Supraśl–Nowodworce,
- budowę obwodnicy Ogrodniczek,
- budowę 10-przęsłowej estakady w Krasnem długości 620 m,
- budowę drogi rowerowej wzdłuż całego odcinka Supraśl–Białystok.

## Ważniejsze miejscowości na trasie 676
Poniższa tabela pokazuje główne miejscowości na trasie drogi wojewódzkiej nr 676 i drogi krzyżujące się z nią.
| Km.   | Główne miejscowości | Drogi wojewódzkie | Drogi krajowe |
| ----- | ------------------- | ----------------- | ------------- |
| 0     | Krynki              |                   |               |
| 2,5   |                     |                   |               |
| 21    | Sokołda             |                   |               |
| 31    | Supraśl             |                   |               |
| 37    | Ogrodniczki         |                   |               |
| 41–53 | Białystok           |                   |               |
| 53,8  | Porosły             |                   |               |

## Galeria

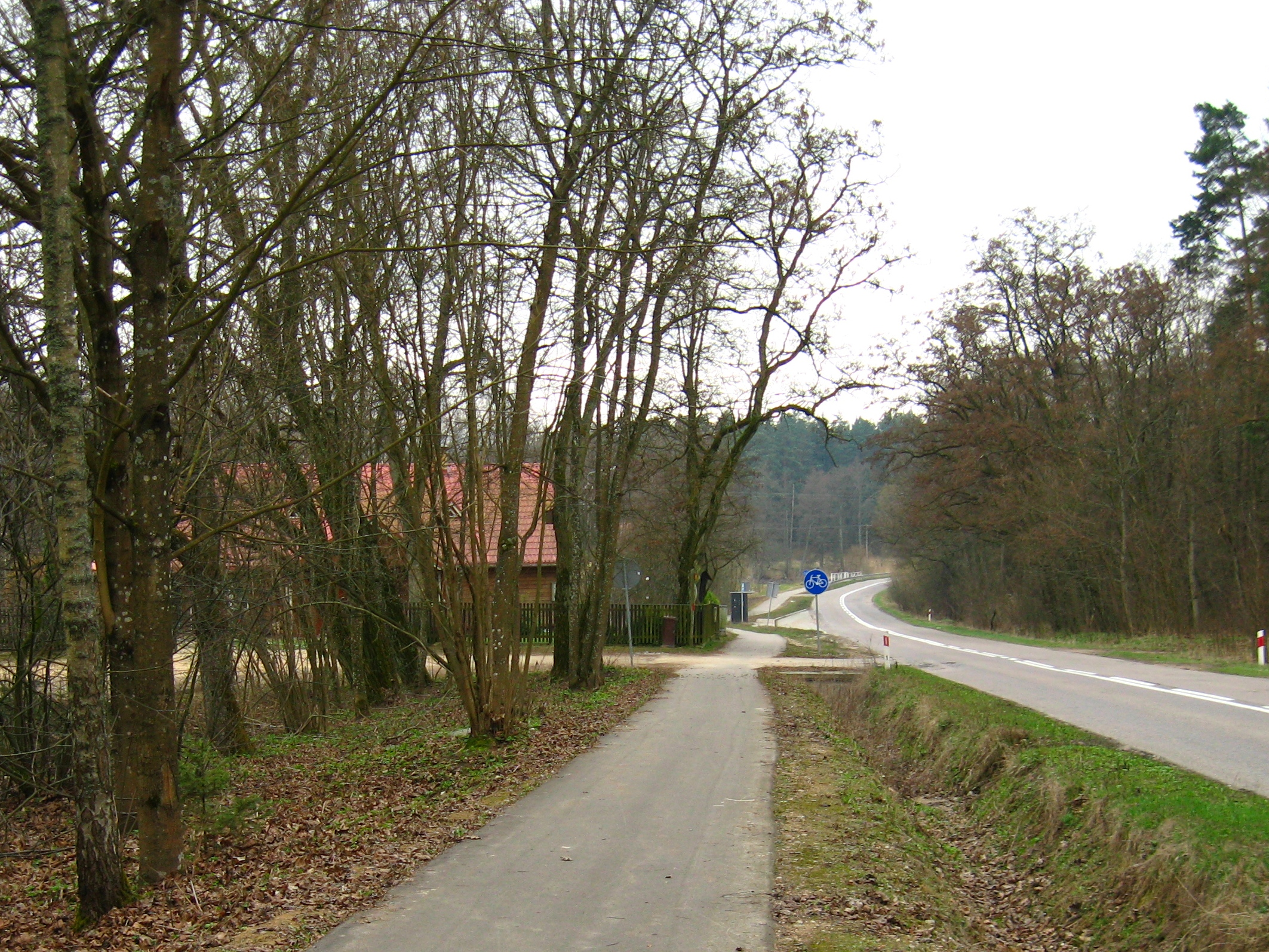
DW 676 w osadzie Krasne (stan sprzed przebudowy z lat 2017–2018)
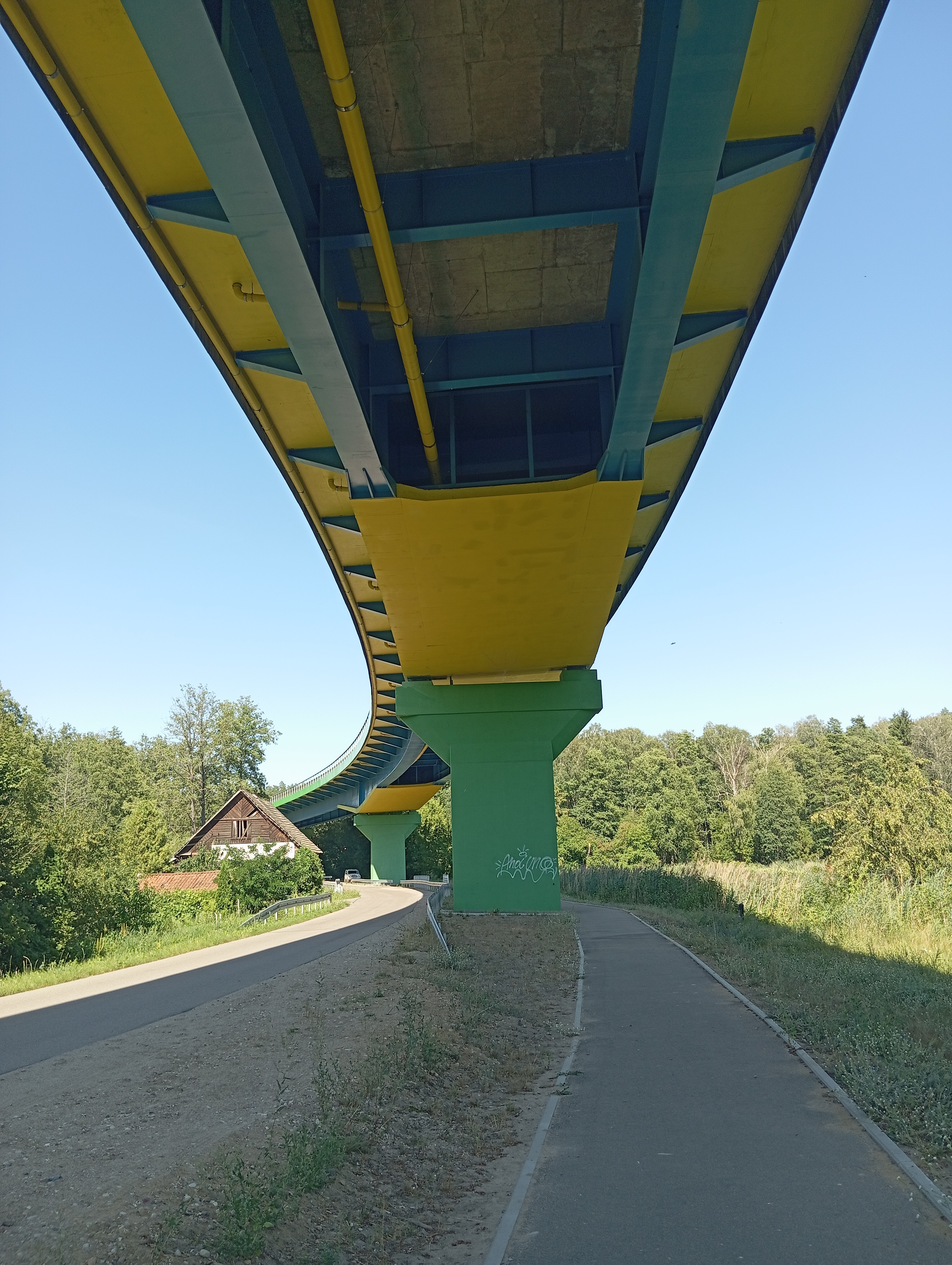
Estakada nad miejscowością Krasne
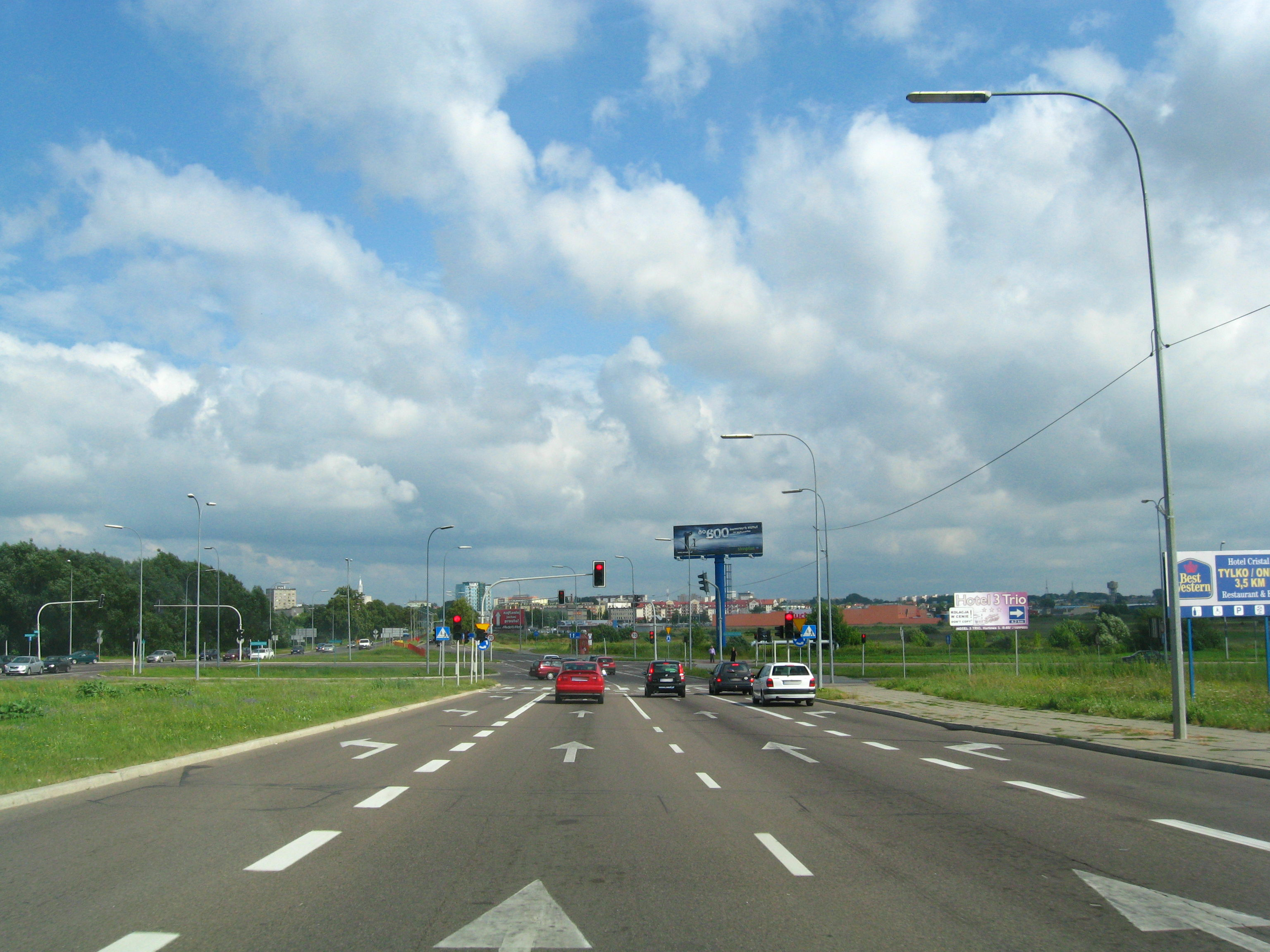
Aleja Jana Pawła II w Białymstoku
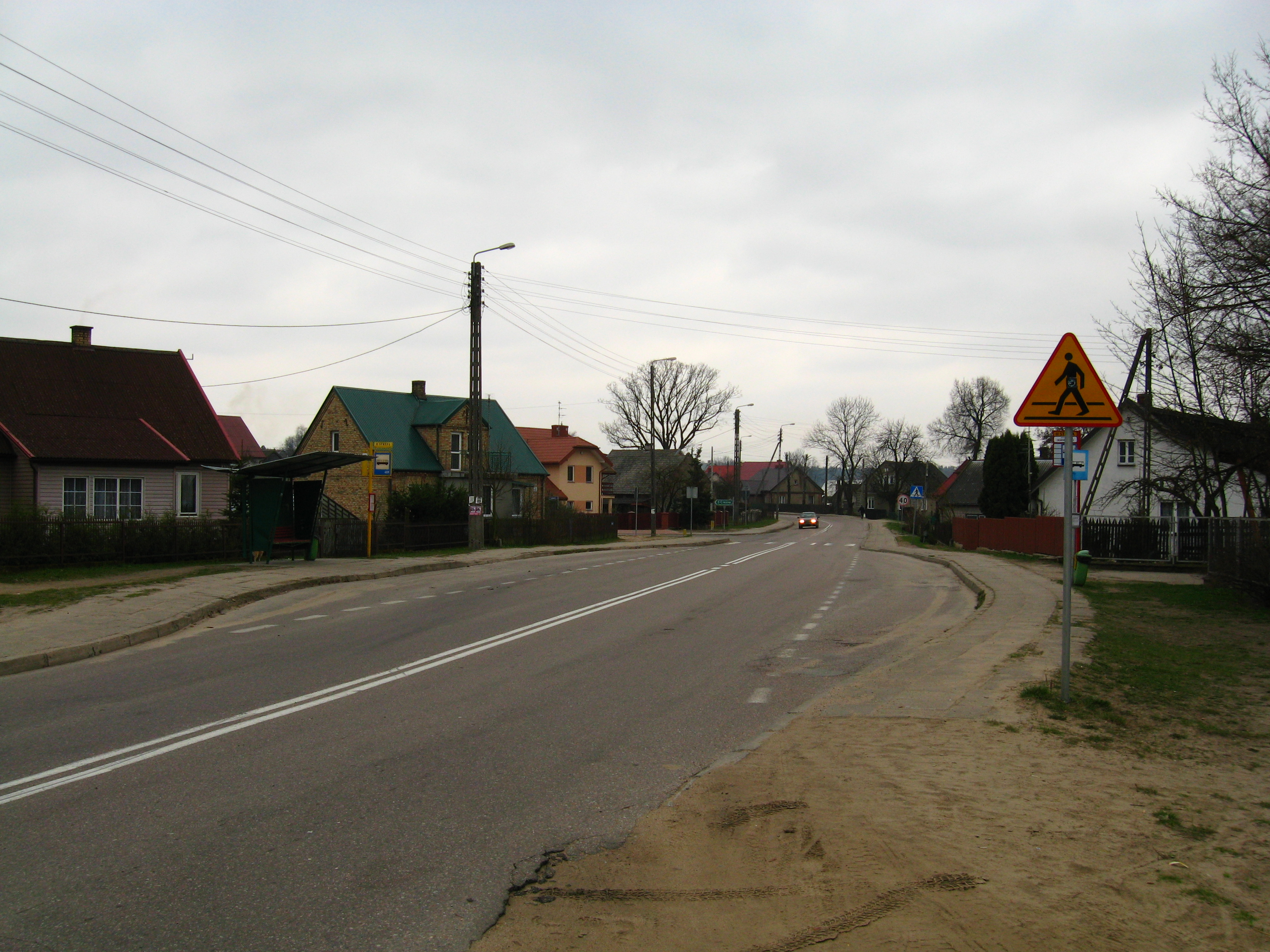
DW 676 we wsi Ogrodniczki (przed przebudową z lat 2017-2018)